# Club Atlético de Madrid 1990-1991
Questa voce raccoglie le informazioni riguardanti il Club Atlético de Madrid nelle competizioni ufficiali della stagione 1990-1991.

## Stagione
Nella stagione 1990-1991 i Colchoneros, allenati da Ovejero alla prima giornata e da Ivić fino a fine campionato, terminarono la Liga al secondo posto, a dieci lunghezze dal Barcellona campione. Dopo una serie di 18 partite senza subire sconfitte, la squadra ebbe un calo di risultati (a partire dalla 31ª giornata) in cui racimolò 3 punti in otto incontri. Curioso fu il 2-2 contro l'Osasuna, in cui furono assegnati quattro calci di rigore, di cui ne fu realizzato solo uno. In Coppa del Re l'Atlético Madrid vinse il settimo titolo battendo di misura in finale il Maiorca, dopo i tempi supplementari. In Coppa UEFA i Rojiblancos persero al primo turno contro i rumeni del Timișoara.

## Maglie e sponsor
| Manica sinistra · Manica sinistra · Maglietta · Maglietta · Manica destra · Manica destra · Pantaloncini · Calzettoni |

## Rosa
| N. |                   | Ruolo | Calciatore              |
| -- | ----------------- | ----- | ----------------------- |
| -  | Spagna (bandiera) | P     | Abel Resino             |
| -  | Spagna (bandiera) | P     | Ángel Jesús Mejías      |
| -  | Spagna (bandiera) | D     | Juanito                 |
| -  | Spagna (bandiera) | D     | Patxi Ferreira          |
| -  | Spagna (bandiera) | D     | Pedro González Martínez |
| -  | Spagna (bandiera) | D     | Tomás Reñones           |
| -  | Spagna (bandiera) | D     | Toni Muñoz              |
| -  | Spagna (bandiera) | D     | Juan Carlos Rodríguez   |
| -  | Spagna (bandiera) | D     | Pizo Gómez              |
| -  | Spagna (bandiera) | C     | Alfredo Santaelena      |

| N. |                       | Ruolo | Calciatore        |
| -- | --------------------- | ----- | ----------------- |
| -  | Spagna (bandiera)     | C     | Antonio Orejuela  |
| -  | Brasile (bandiera)    | C     | Donato            |
| -  | Spagna (bandiera)     | C     | Juan Vizcaíno     |
| -  | Germania (bandiera)   | C     | Bernd Schuster    |
| -  | Spagna (bandiera)     | C     | Julio Prieto      |
| -  | Spagna (bandiera)     | C     | Roberto Solozábal |
| -  | Spagna (bandiera)     | A     | Manolo            |
| -  | Portogallo (bandiera) | A     | Paulo Futre       |
| -  | Spagna (bandiera)     | A     | Juan Sabas        |
| -  | Austria (bandiera)    | A     | Gerhard Rodax     |

## Risultati

### Primera División

#### Girone d'andata
| Arbitro: | Paz García |

|          |           |           |
| Eloy 50’ | Marcatori | 74’ Rodax |

| Arbitro: | Martínez de la Fuente |

|                     |           |         |
| Futre 47’ Rodax 52’ | Marcatori | 79’ Mel |

| Valladolid 15 settembre 1990 3ª giornata | Real Valladolid | 0 – 0 referto | Atlético Madrid | José Zorrilla\| Arbitro: \| Jiménez Moreno \| |
| Arbitro:                                 | Jiménez Moreno  |               |                 |                                               |

| Arbitro: | González Lecue |

|            |           |            |
| Alfredo 6’ | Marcatori | 30’ Felipe |

| Arbitro: | Socorro González |

|                        |           |            |
| Loren 46’ Valverde 71’ | Marcatori | 66’ Manolo |

| Arbitro: | Merino González |

|                                |           |                           |
| Juanito 5’ (rig.) Vizcaíno 35’ | Marcatori | 63’ Bustingorri 86’ Urban |

| Arbitro: | Ansuátegui Roca |

|            |           |                     |
| Luhový 87’ | Marcatori | 63’ Sabas 68’ Rodax |

| Madrid 21 ottobre 1990 8ª giornata | Atlético Madrid | 0 – 0 referto | Burgos | Vicente Calderón\| Arbitro: \| Peraita Ibáñez \| |
| Arbitro:                           | Peraita Ibáñez  |               |        |                                                  |

| Arbitro: | Valdés Sánchez |

|                        |           |              |
| Schuster 53’ Futre 70’ | Marcatori | 55’ Stoičkov |

| Castellón de la Plana 4 novembre 1990 10ª giornata | Castellón   | 0 – 0 referto | Atlético Madrid | Castalia\| Arbitro: \| Gómez López \| |
| Arbitro:                                           | Gómez López |               |                 |                                       |

| Arbitro: | Pérez Sánchez |

|            |           |  |
| Manolo 36’ | Marcatori |  |

| Arbitro: | Pajares Paz |

|             |           |  |
| Claudio 30’ | Marcatori |  |

| Arbitro: | Bello Blanco |

|                                            |           |  |
| Rodax 26’ (rig.) Manolo 75’, 90’ Tomás 86’ | Marcatori |  |

| Arbitro: | Calvo Córdova |

|  |           |                  |
|  | Marcatori | 52’ (rig.) Rodax |

| Arbitro: | Díaz Agüero |

|                                       |           |  |
| Manolo 7’, 71’ Sabas 86’ Schuster 90’ | Marcatori |  |

| Arbitro: | Taboada Soto |

|  |           |                   |
|  | Marcatori | 72’ (rig.) Manolo |

| Madrid 6 gennaio 1991 17ª giornata | Atlético Madrid | 0 – 0 referto | Real Oviedo | Vicente Calderón\| Arbitro: \| Jiménez Moreno \| |
| Arbitro:                           | Jiménez Moreno  |               |             |                                                  |

| Arbitro: | Enríquez Negreira |

|  |           |                                 |
|  | Marcatori | 6’ Manolo 31’ Juanito 86’ Rodax |

| Arbitro: | Ansuátegui Roca |

|                                               |           |  |
| Juanito 15’ Manolo 32’ Schuster 66’ Futre 90’ | Marcatori |  |

#### Girone di ritorno
| Arbitro: | Paz García |

|                      |           |  |
| Manolo 65’ Rodax 87’ | Marcatori |  |

| Siviglia 3 febbraio 1991 21ª giornata | Real Betis     | 0 – 0 referto | Atlético Madrid | Benito Villamarín\| Arbitro: \| Valdés Sánchez \| |
| Arbitro:                              | Valdés Sánchez |               |                 |                                                   |

| Arbitro: | Panadero Martínez |

|                          |           |  |
| Schuster 86’ Alfredo 89’ | Marcatori |  |

| Santa Cruz de Tenerife 24 febbraio 1991 23ª giornata | Tenerife         | 0 – 0 referto | Atlético Madrid | Heliodoro Rodríguez López\| Arbitro: \| Rubio Valdivieso \| |
| Arbitro:                                             | Rubio Valdivieso |               |                 |                                                             |

| Arbitro: | Merino González |

|                      |           |  |
| Sabas 49’ Manolo 61’ | Marcatori |  |

| Arbitro: | Pajares Paz |

|  |           |                               |
|  | Marcatori | 25’, 80’ Solozábal 29’ Manolo |

| Arbitro: | Brito Arceo |

|                                    |           |                  |
| Manolo 11’, 23’ (rig.) Juanito 74’ | Marcatori | 45’ Luis Enrique |

| Arbitro: | Pérez Sánchez |

|            |           |            |
| Tamayo 14’ | Marcatori | 34’ Manolo |

| Arbitro: | Ramos Marcos |

|             |           |              |
| Salinas 57’ | Marcatori | 64’ Vizcaíno |

| Arbitro: | Martínez de la Fuente |

|                             |           |             |
| Ferreira 37’, 49’ Rodax 74’ | Marcatori | 28’ Alcañiz |

| Arbitro: | Panadero Martínez |

|           |           |           |
| Ramón 47’ | Marcatori | 71’ Rodax |

| Arbitro: | Hernández Velázquez |

|  |           |             |
|  | Marcatori | 86’ Claudio |

| Arbitro: | Jiménez Moreno |

|             |           |  |
| Pardeza 25’ | Marcatori |  |

| Madrid 5 maggio 1991 33ª giornata | Atlético Madrid | 0 – 0 referto | Cadice | Vicente Calderón\| Arbitro: \| Merino González \| |
| Arbitro:                          | Merino González |               |        |                                                   |

| Arbitro: | Sosa Saavedra |

|                           |           |                     |
| Atkinson 37’ Aldridge 79’ | Marcatori | 5’ (aut.) Larrañaga |

| Arbitro: | Calvo Córdova |

|                                    |           |  |
| Juanito 43’ Manolo 51’ Alfredo 73’ | Marcatori |  |

| Arbitro: | Marín López |

|                                 |           |  |
| Sarriugarte 47’ Carlos 62’, 82’ | Marcatori |  |

| Arbitro: | Ramos Marcos |

|  |           |                                |
|  | Marcatori | 71’ Míchel 87’, 90’ Butragueño |

| Arbitro: | Brito Arceo |

|                                |           |              |
| Escaich 31’, 90’ Mendiondo 35’ | Marcatori | 57’ Vizcaíno |

### Coppa del Re
| Arbitro: | Ramos Marcos |

|             |           |           |
| Sánchez 56’ | Marcatori | 36’ Rodax |

| Arbitro: | Ansuátegui Roca |

|            |           |  |
| Donato 57’ | Marcatori |  |

| Arbitro: | Pajares Paz |

|  |           |                          |
|  | Marcatori | 13’ Juanito 28’ Schuster |

| Arbitro: | Merino González |

|  |           |                    |
|  | Marcatori | 81’ (rig.) Fonseca |

| Arbitro: | Valdés Sánchez |

|  |           |                      |
|  | Marcatori | 35’ Futre 60’ Manolo |

| Arbitro: | Ansuátegui Roca |

|                          |           |                             |
| Solozábal 44’ Manolo 79’ | Marcatori | 20’, 27’ Salinas 71’ Koeman |

| Arbitro: | Ramos Marcos |

|              |           |  |
| Alfredo 111’ | Marcatori |  |

### Coppa UEFA
| Arbitro: | Namoğlu |

|                               |           |  |
| Bungău 43’ (rig.) Popescu 62’ | Marcatori |  |

| Arbitro: | Van Den Wijngaert |

|             |           |  |
| Juanito 88’ | Marcatori |  |

## Statistiche

### Statistiche di squadra
| Competizione     | Punti | Totale | Totale | Totale | Totale | Totale | Totale | DR  |
| Competizione     | Punti | G      | V      | N      | P      | Gf     | Gs     | DR  |
| ---------------- | ----- | ------ | ------ | ------ | ------ | ------ | ------ | --- |
| Primera División | 47    | 38     | 17     | 13     | 8      | 52     | 28     | +24 |
| Coppa del Re     | -     | 7      | 4      | 1      | 2      | 9      | 5      | +4  |
| Coppa UEFA       | -     | 2      | 1      | 0      | 1      | 1      | 2      | -1  |
| Totale           | 47    | 47     | 22     | 14     | 11     | 62     | 35     | +27 |